# Verwaltungsgemeinschaft Weitnau
Die Verwaltungsgemeinschaft Weitnau im schwäbischen Landkreis Oberallgäu besteht seit der Gemeindegebietsreform am 1. Mai 1978. Sitz der Verwaltungsgemeinschaft ist Weitnau. Ihr gehören als Mitgliedsgemeinden an:
1. Missen-Wilhams, 1540 Einwohner, 34,95 km²
2. Weitnau, Markt, 5514 Einwohner, 65,19 km²